# Thaumalea palouse
Thaumalea palouse är en tvåvingeart som beskrevs av Arnaud och Boussy 1994. Thaumalea palouse ingår i släktet Thaumalea och familjen mätarmyggor.
Artens utbredningsområde är Idaho. Inga underarter finns listade i Catalogue of Life.